# Граніт (Мікашевичі)
ФК «Граніт» (біл. ФК Граніт) — білоруський футбольний клуб з міста Мікашевичі, заснований 1978 року. У сезоні 2008–2009 і з 2015 до 2016 року клуб грав у Вищій лізі чемпіонату Білорусі.

## Історія
Футбольна команда у місті Мікашевичі була створена у 1978 році з огляду на масову зацікавленість працівників гірничодобувного підприємства у цьому виді спорту. Зі здобуттям незалежності Білорусі команда з Мікашевичів розпочала виступи у другій лізі. У 1999 році команда вийшла в першу лігу. Опісля призначення Валерія Бохна головним тренером команди «Граніт» вийшов у вищу лігу чемпіонату Білорусі, де провів два сезони: 2008 та 2009. За підсумками сезону 2009 команда вибула до першої ліги. У 2014 році клуб виграв першість у першій лізі чемпіонату Білорусі й отримав право виступати у вищій лізі.

## Українські гравці
- Дмитро Осадчий
- Стрижеус Андрій Святославович